# Bryophaenocladius aestivus
Bryophaenocladius aestivus är en tvåvingeart som först beskrevs av Lars Zakarias Brundin 1947.  Bryophaenocladius aestivus ingår i släktet Bryophaenocladius och familjen fjädermyggor.
Artens utbredningsområde är Alaska. Arten är reproducerande i Sverige. Inga underarter finns listade i Catalogue of Life.